# Ronald Mormann

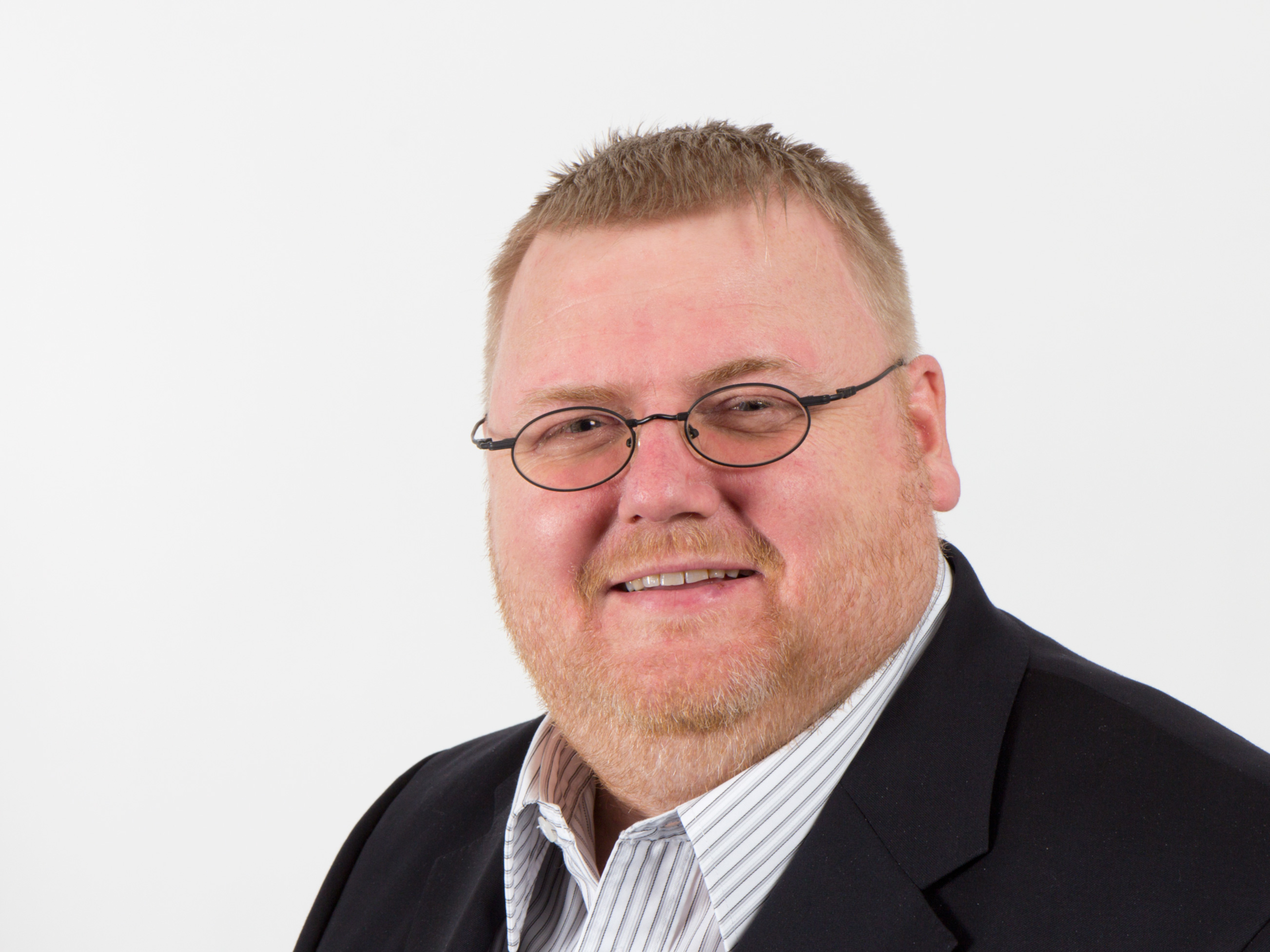
Ronald Mormann, 2012

Ronald Mormann (* 9. Dezember 1966 in Oschersleben) ist ein deutscher Politiker (SPD). Er war von 2011 bis 2016 und erneut von 2017 bis 2021 Abgeordneter im Landtag von Sachsen-Anhalt.

## Biografie
Nach dem Besuch der Polytechnischen Oberschule „Wilhelm Pieck“ in Oschersleben absolvierte Mormann In den Jahren 1983 bis 1985 eine Berufsausbildung zum Instandhaltungsmechaniker. Eine dreijährige Dienstzeit als Flugzeugmechaniker bei der Nationalen Volksarmee schloss sich an. Danach arbeitete er als Reparaturschlosser im VEB Pumpenfabrik Oschersleben. Im Jahr 1989 legte er das Abitur an der Ingenieurhochschule Köthen ab und von 1989 bis 1991 studierte er Chemieanlagenbau an der Technischen Hochschule Köthen. Seit 1991 ist Mormann als selbstständiger Unternehmer im Bereich der Finanzdienstleistungen tätig. Er wurde im Jahr 1992 Gesellschafter der Falckenberg Financial Services GmbH und ist seit 1999 Mitinhaber und Mitglied des Aufsichtsrates der Falckenberg Financial Services AG. Im Jahr 2001 erwarb er bei der Industrie- und Handelskammer (IHK) einen Abschluss als geprüfter Verwaltungsfachwirt.
Mormann engagiert sich ehrenamtlich als Senatspräsident in der 1. Köthener Karnevalsgesellschaft KUKAKÖ 1954 e. V. Des Weiteren ist er Mitglied im Verein der Freunde und Förderer der Hochschule Anhalt e. V. und Mitglied des AWO-Kreisverbandes Köthen e. V.

## Politik
Mormann war in den Jahren 1985 bis 1989 Mitglied der SED. Seit 1998 ist er Mitglied der SPD. Im Jahr 2014 wurde er zum Vorsitzenden des SPD-Kreisverbandes Anhalt-Bitterfeld gewählt.
In den Jahren 1999 bis 2009 war er Ratsmitglied der Stadt Köthen und von 1999 bis 2007 Mitglied im Kreistag des Landkreises Köthen. Seit der Kreisreform Sachsen-Anhalt 2007 ist er Mitglied im Kreistag des Landkreises Anhalt-Bitterfeld.
Bei der Landtagswahl 2011 wurde er über die Landesliste der SPD in den sachsen-anhaltischen Landtag gewählt, dem er bis 2016 angehörte. In der 6. Wahlperiode war er Mitglied des Ausschusses für Wissenschaft und Wirtschaft.
Seit dem 3. November 2017, als er für die ausgeschiedene Abgeordnete Katrin Budde über die Landesliste der SPD nachrückte, war er wieder Mitglied im Landtag von Sachsen-Anhalt. Er war Mitglied im Ausschuss für Bundes- und Europaangelegenheiten sowie Medien und Mitglied im Ausschuss für Ernährung, Landwirtschaft und Forsten. Zur Landtagswahl 2021 trat er nicht erneut an.